# Georg Raphael Donner
Georg Raphael Donner (Eßling (danas dio Beča), 24. svibnja 1693. - Beč, 15. veljače 1741.), austrijski kipar.
Radio je u Salzburgu, Bratislavi ("Sv. Martin na konju" u katedrali), Beču ("Zdenac" na Neuer Marktu sa simboličkim figurama austrijskih rijeka, "Perzej i Andromenda" pred vijećnicom) i u Gurku ("Pieta" za katedralu). 
Radio je većinm u olovu, a sitnu plastiku profanog mitološkog sadržaja i u vosku. Rani radovi imaju obilježja prijelaza iz baroka u klasicizam, a u kasnijim se javljaju elementi rokokoa. 